# 沃格朗
沃格朗（法語：Voglans，法語發音：[vɔɡlɑ̃]）是法国萨瓦省的一个市镇，属于尚贝里区。

## 地理
沃格朗（45°37'57"N, 5°53'45"E）面积4.62 平方千米，位于法国奥弗涅-罗讷-阿尔卑斯大区萨瓦省，该省份为法国东部省份，历史上为薩伏依的一部分，北起上萨瓦省，西接伊泽尔省和安省，南部和东部与上阿尔卑斯省和意大利接壤。
与沃格朗接壤的市镇（或旧市镇、城区）包括：滨湖勒布尔歇、尚贝里、拉莫特塞沃莱克斯、索纳、滨湖维维耶。

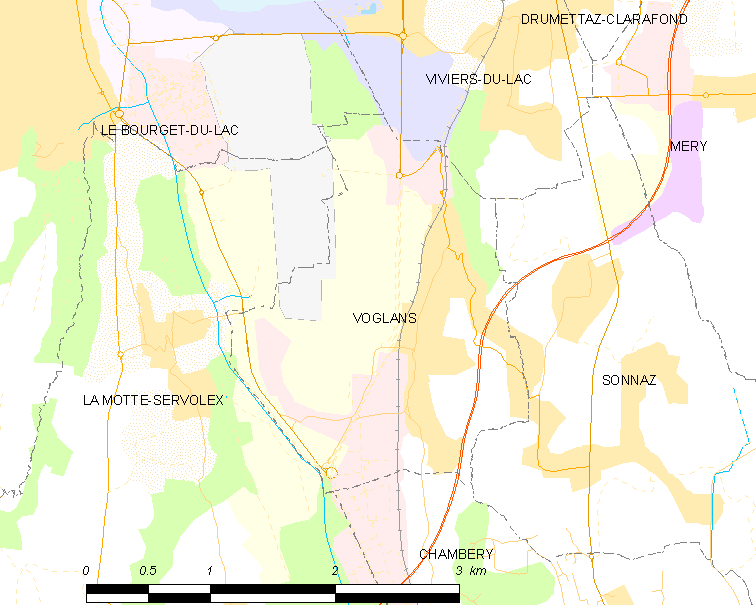
沃格朗的OSM定位图

沃格朗的时区为UTC+01:00、UTC+02:00（夏令时）。

## 行政
沃格朗的邮政编码为73420，INSEE市镇编码为73329。

## 政治
沃格朗所属的省级选区为拉莫特塞沃莱克斯县。

## 人口

1962-2008年间沃格朗人口变化图示

沃格朗于2022年1月1日时的人口数量为1998人。